# Władysław Arcimowicz
Władysław Arcimowicz (* 1900 in Švenčionys; † 11. Mai 1942 in Vilnius) war ein polnischer Literaturkritiker und Polonist, der sich insbesondere mit den Werken von Cyprian Kamil Norwid beschäftigte.

## Leben
Arcimowicz absolvierte ein Studium der Polonistik an der Stefan-Batory-Universität. Als Literaturkritiker debütierte er 1924 mit der Rezension U nowych źródeł. Garść uwag o „Trzeciej Polsce“ K. Leczyckiego, die in der in Vilnius erscheinenden Zeitschrift Słowo veröffentlicht wurde. In diesem Jahr war er Herausgeber und Redakteur der in Švenčionys erscheinenden Zeitschrift Hejnał. Nach dem Erwerb des Magisters arbeitete er als Lehrer an allgemeinbildenden Schulen und am Lehrerseminar in Vilnius. Daneben führte er sein Studium fort, bis er 1933 promovierte. Literaturhistorische und -kritische Artikel sowie Gedichte und Übersetzungen aus dem Russischen publizierte er in mehreren Zeitschriften. Zudem arbeitete er mit dem Radiosender von Vilnius zusammen. Während des Zweiten Weltkrieges verblieb er in Vilnius, wo er am 11. Mai 1942 starb.

## Publikationen
- „Assunta“ C. Norwida, poemat autobiograficzno-filozoficzny, 1933
- Cyprian Kamil Norwid na tle swego konfliktu z krytyką, 1935
- Czego się dowiedział Antek rekrut o Józefie Piłsudskim, 1935
- Jak korzystać z działu regionalnego biblioteczki Poradni Dydaktyczno-Wychowawczej przy Kuratiorium Okręgu Szkolnego Wileńskiego, 1935
- Wielkie Księstwo Litewskie za czasów Stanisława Augusta. Z. 1. Korona a Litwa; Granice i podziały; Sejmy, 1938

### Übersetzungen
- Alexander Puschkin: Bajka o popie i jego parobku Kapcanie, 1940